# Festungsarchiv von Persepolis

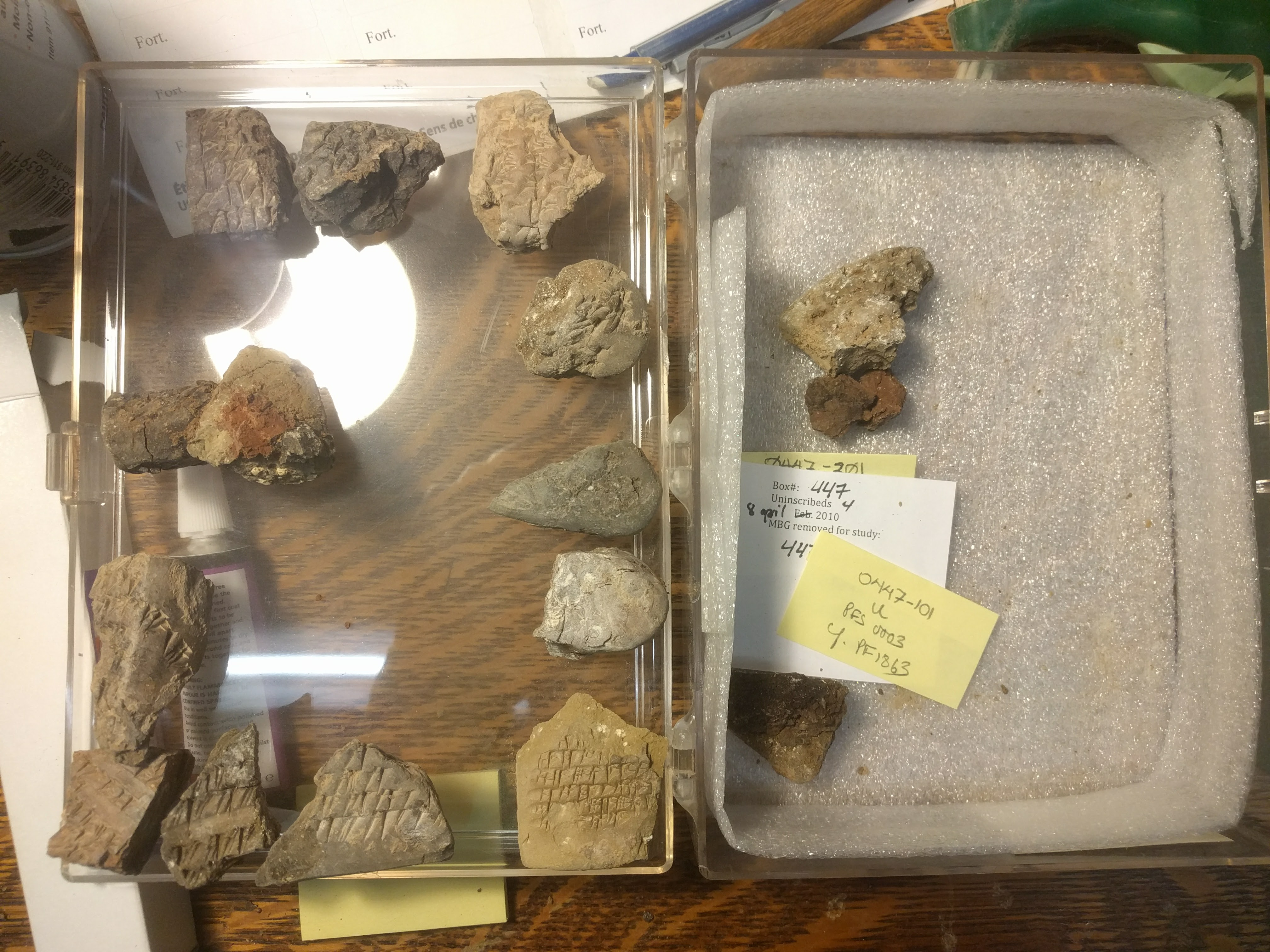
Tontafeln des Festungarchivs im Oriental Institute der University of Chicago

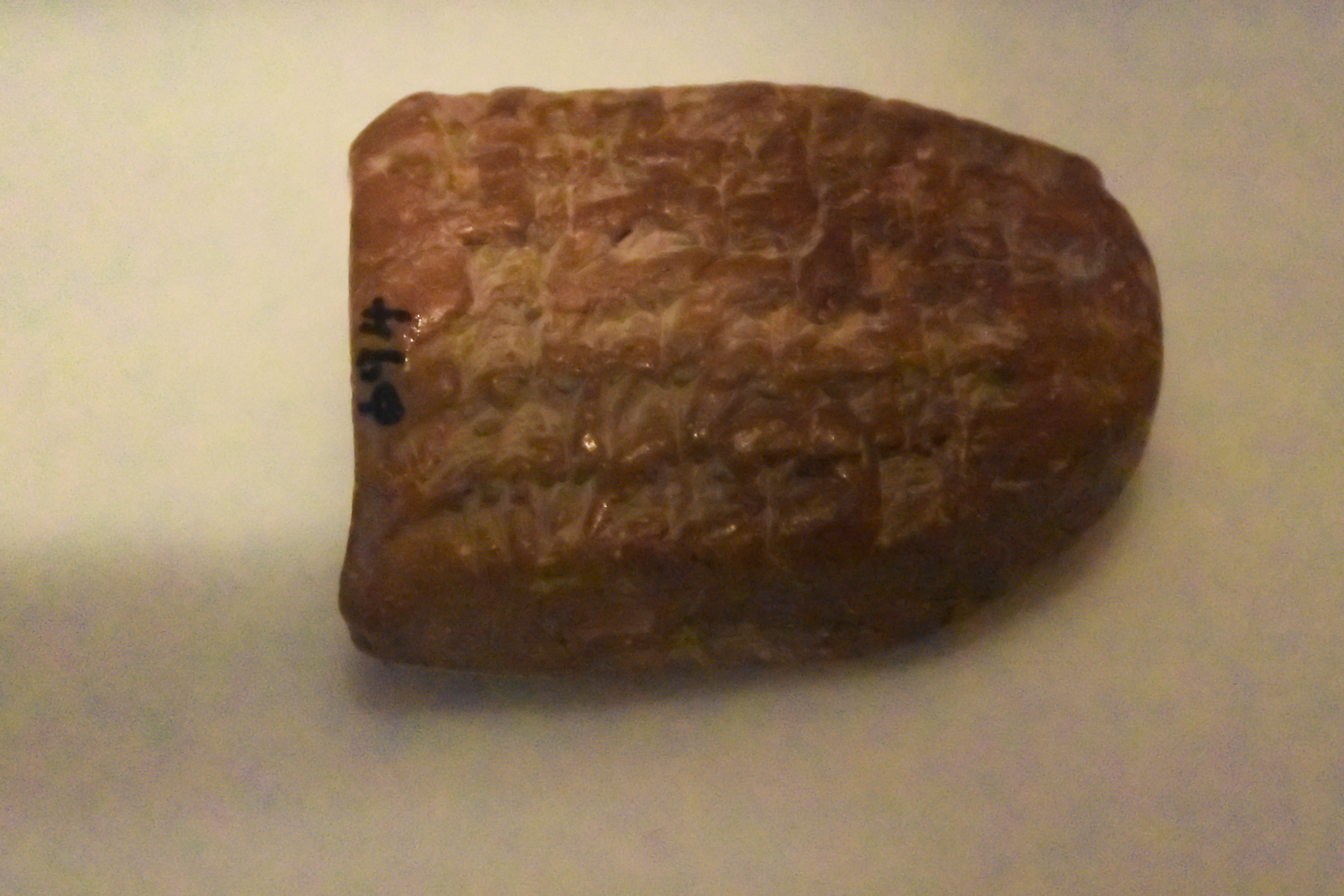
Elamische Tontafel, Iranisches Nationalmuseum

Das Festungsarchiv von Persepolis wurde 1933 von einer Forschungsgruppe des Oriental Institute der University of Chicago unter der Leitung von Ernst Herzfeld entdeckt. Es enthält 20.000 bis 30.000 Tontafeln (englisch Fortification Tablets) und Fragmente hauptsächlich in elamischer Sprache.

## Bezeichnungen
Richard T. Hallock gab dem Festungsarchiv 1969 den Titel Persepolis Fortification Tablets. Er identifizierte jedes Täfelchen mit der Vorsilbe PF, einer Leerstelle und einer fortlaufenden Nummer. Als Abkürzung wird heute sowohl PF als auch PFT für die Gesamtmenge verwendet.
Im deutschsprachigen Raum hat sich kein einheitlicher Begriff durchgesetzt. Manchmal wird der englische Begriff verwendet. Josef Wiesehöfer verwendet den Begriff Walltäfelchen und verschiedene Universitäten, Gesellschaften und die Sekundärliteratur im deutschsprachigen Raum sprechen vom Festungsarchiv von Persepolis, den Verwaltungstexten aus Persepolis, den Archiven aus der Festungsmauer, dem Tontafelarchiv aus der Festungsmauer oder den Verwaltungstäfelchen.

## Umfang
Das Festungsarchiv kann grob in drei Typen von Tontafeln unterteilt werden. Etwa 70 Prozent (ungefähr 10.000 Tontafeln) enthalten Texte in Keilschrift in elamischer Sprache. Der Anteil der Tontafeln in aramäischer Schrift machen 5 Prozent aus (ungefähr 1000 Tontafeln) und etwa 20 Prozent (ungefähr 5000 Tontafeln) enthalten Abdrücke von Siegeln. Es gibt Befestigungsurkunden in altpersischer Schrift, in griechischer Schrift, im babylonischen Dialekt des Akkadischen und (wahrscheinlich) eine Urkunde in phrygischer Schrift, sowie versiegelte Beutel- oder Kistenverschlüsse aus Ton und Tafeln mit Abdrücken von griechischen und persischen Münzen anstelle von Siegeln. Die meisten dieser Dokumente stammen aus der Mitte der Regierungszeit von Dareios I. Insgesamt wird ein Zeitraum vom 13. bis zum 28. Regierungsjahr (509 bis 493 v. Chr.) abgedeckt. Die chronologische Verteilung des Archivs ist ungleichmäßig mit der größten Konzentration aus den Regierungsjahren 22 und 23 (499/498 v. Chr.). Einige wenige Texte verweisen auf Aufzeichnungen und Aktivitäten aus dem 4. Regierungsjahr (518 v. Chr.) und ein Fragment, das das 35. Regierungsjahr (487 v. Chr.) erwähnt, deutet darauf hin, dass das Archiv im Jahr 487/86 v. Chr. noch konsultiert wurde.
2010 befanden sich am Oriental Institute in Chicago etwa 20.000–25.000 Tafeln und Fragmente, die etwa 15.000–18.000 Originalaufzeichnungen darstellen. Es wird geschätzt, dass die bisher editierten Proben nicht mehr als fünf Prozent des gesamten ursprünglichen achämenidischen Archivs darstellen und dass das ursprüngliche Archiv für denselben Zeitraum bis zu 100.000 elamische Tafeln enthalten hat. Das Archiv für die gesamte Regierungszeit von Dareios I. allein für die Verteilung von Lebensmitteln könnte demnach eine Große von bis zu 200.000 Verwaltungstexten erreicht haben.

## Inhalt
Die Tontafeln des Festungsarchivs dokumentieren den Umgang mit Naturalien. Die Absicht der Behörde war die Ordnung, der Überblick und die Berechnung der Warenströme. Die wichtigsten Aufgaben waren Empfangsbestätigungen, Lagerungen, die Besteuerung und Transporte. Das Festungsarchiv ist kein königliches, sondern ein regionales Archiv und spiegelt sowohl die Bedürfnisse der persischen Oberschicht als auch des Königstisches. Es listet die Rationen für Arbeiter und Arbeiterinnen, die Opfer für verstorbene Könige, Rationen für Opferfeste, Geschenke und Prämien für ausgezeichnete Leistungen.
Bei den Gütern handelte es sich um Nahrungsmittel (Getreide, Obst etc.), Nahrungsmittelprodukte (Mehl, Bier, Wein etc.) und Nebenprodukte wie Felle und Vieh. Die Kunden der Verwaltung waren Arbeiter, Handwerker, Verwalter, Reisende, Priester, Höflinge und das Kriegspersonal. Dabei ging es um Rationen für offizielle Reisende, Arbeiter und Beamte, Futter für Tiere und Zuwendungen für Opfer von verschiedenen Gottheiten. Andere Dokumente erfassten Eingänge, Ablagen, Tauschvorgänge und Transfers von Waren.
Es gibt Aktennotizen, die in Bezirkszentren gesammelt, geprüft und danach zur regionalen Verwaltungszentrale nach Persepolis geschickt wurden. In Persepolis wurden sie gesammelt, abgeschrieben und zusammen mit anderen Aufzeichnungen verarbeitet. So existieren Zusammenstellungen und Tabellen, die sich aus vielen verschiedenen, einzelnen Aktionen zusammensetzen und sich über einen längeren Zeitraum erstrecken.
Einige Texte enthalten Befehle zur Ausführung von außerordentlichen oder außerplanmäßigen Geschäften, die als Briefe von Verwaltern in Persepolis verfasst wurden und andere hatten die Funktion von Etiketten auf Siegeln. Sie wurden an Beuteln, Körben oder Kisten befestigt und weisen oft Spuren von Schnüren auf. Mit den Siegeln und Schnüren wurden Behälter verschlossen und versiegelt.

### Die Schreiber
Die Herkunft der Schreiber kann aufgrund von namenskundlichen und sprachwissenschaftlichen Untersuchungen folgendermaßen festgelegt werden: Von 52 aufgeführten Schreibern sind 43 iranisch (82,7 %), 4 elamisch (7,7 %), 5 sind unsicher, aber möglicherweise elamisch (9,6 %). Die linguistischen Anzeichen für eine elamische Zugehörigkeit sind die Verwendung von elamischen Monatsnamen, Wörtern und spezifische Konstruktionen. Manche dieser Schreiber können auf die Fahiyan-Region zurückverfolgt werden, die im westlichsten Teil des Verwaltungseinflusses von Persepolis liegt. Es ist wahrscheinlich, dass dort elamisch gesprochen wurde oder mindestens ein elamisches kulturelles Umfeld bestand. Im Archiv werden die Schreiber mit elamischer Herkunft nicht als Elamer bezeichnet. Diese Bezeichnung taucht nirgends im Verwaltungsarchiv auf, im Gegensatz zu den babylonischen Schreibern, die mit „Babylonier, die auf Leder schreiben“ bezeichnet werden.

### Elamische Aufzeichnungen
Das gegenwärtige Verständnis des Befestigungsarchivs von Persepolis basiert auf einer Stichprobe der elamischen Aufzeichnungen, die 2120 veröffentlichte Texte von Richard Hallock (2087 Tafeln im Jahr 1969 und 33 Tafeln im Jahr 1978) umfasst, sowie auf der Analyse von 1148 Siegeln, die die veröffentlichten elamischen Aufzeichnungen begleiteten.
Die Mehrzahl der elamischen Aufzeichnungen sind Memoranden von einzelnen Transaktionen. Der früheste bekannte datierte elamische Text wurde im 1. Monat des 13. Regierungsjahres von Dareios I. (April, 509 v. Chr.) und der späteste im 12. Monat seines 28. Regierungsjahres (März/April 493 v. Chr.) geschrieben.
Im Folgenden ist die elamische Tontafel PF 1272 mit der Transliteration und Übersetzung von Richard Hallock dargestellt.
```
2 mar-ri-iš KAŠ.｢lg｣ m.Ba-ka-ba-｢ud｣-da hi-še ｢da｣-ud-da-bar-ra. m.Par-na-ka-｢na｣ du-iš-da
hal-mi.lg m(!).Par-na-ka-na kuiz gal-li 20 na-｢an｣-na be-ul 23-｢um-me｣-na d.｢ITU.lg｣
d.Ši-ba-r[i-]na

2 marriš (of) beer Bakabada a law officer of Parnaka received. He carried a sealed
document of Parnaka. (It was) rations for 20 days. 23rd year, ninth (Elamite) month.

Tablet form Cc (4.4 x 3.5 x 1.8). Seal 40 left edge, another seal rev.

```

Die Transliteration enthält in kodierter Form viele zusätzliche Informationen über die Tontafel. Jedes vorgefundene Zeichen wird mit einem Bindestrich abgetrennt. Die verwendete Klammer zeigt an, dass der Text an dieser Stelle beschädigt ist. Richard Hallock verwendet zusätzlich noch drei andere Arten von eckigen Klammern, die bei dieser Tontafel nicht zur Anwendung kommen. Sie können eine komplette Zerstörung des geklammerten Textes, die Zerstörung des geklammerten Textes außer dem letzten Zeichen oder dem ersten Zeichen anzeigen. Die mit einem Punkt vom eigentlichen Text getrennten Zeichen dienen zur eindeutigen Identifizierung eines bestimmten Zeichens, abgesehen von eventuellen Werten, die das Zeichen sonst noch hat. Die Zeichen m, d und lg sind drei von sechs Determinanten: m bezeichnet das abhängige Substantiv als männlich, d als göttlich, und lg als einzige Determinante, die nach dem Substantiv gesetzt ist, ein Logogramm.
Die Formen der Tontafeln lassen sich kategorisieren und hängen von der Funktionalität und dem Inhalt ab. Im inhaltlichen Kategoriensystem von Richard Hallock gehört PF 1272 zur Kategorie „Tägliche Rationen“. Von der Form her ist sie in Cc angesiedelt. Im Kategoriensystem A–F bedeutet C, dass sich die Proportionalität von Breite und Höhe im mittleren Bereich befindet, wobei bei der Kategorie A das Verhältnis gleich ist und in der Kategorie F die Höhe 50 Prozent mehr beträgt als die Breite. Das kleine c zeigt das Verhältnis zwischen Höhe und Dicke der Tontafel und bezeichnet ebenfalls einen mittleren Wert.
Dem Siegel auf der Tontafel ist eine Zahl zugeordnet, in diesem Fall 40. Die Zahlen sind ein Hinweis auf die Häufigkeit der gefundenen Siegel im Festungsarchiv, wobei die tiefsten Zahlen die häufigsten Siegel anzeigen. Die Tontafel PF 1272 trägt ein Siegel, das 10 bis 14 Mal gefunden wurde.
Die deutsche Übersetzung lautet: „Bakabada, ein Gesetzeshüter von Parnaka, erhielt 20 Quarten Bier. Er trug ein gesiegeltes Dokument von Parnaka mit sich. Das war die Ration für 20 Tage. Im 9. (elamischen) Monat des 23. Regierungsjahres.“
Die Transliteration der Tontafel PF 1272 auf der aktuellen Datenbank von OCHRE als Ergänzung mit leicht geänderter Notation …
```
(01)	2 mar-ri-iš KAŠ⸢MEŠ⸣
(02)	HALba-ka₄-ba-⸢ud⸣-da
(03)	hi-še ⸢da⸣-ud-da-
(04)	bar-ra HALpár-na-ka₄-⸢na⸣
(05)	du-iš-da hal-miMEŠ
(06)	HAL!pár-na-ka₄-na ku-iz
(07)	gal-li 20 na-⸢an⸣-na
(08)	be-ul 20+3-⸢um⸣-
(09)	⸢me⸣-na AN⸢ITIMEŠ⸣
Lower Edge
(10)	ANši-ba-⸢ri⸣-na

```

… und zusammengesetzt (Discourse view).
```
2 marriš KAŠ Bakabada hiš-e daddabara Parnaka-na du-š-t-a
halmi Parnaka-na kuti-š galli 20 nan bel 23-ummena ITI
Šibari-na

```

Der sichtbarste Unterschied der aktuellen Transliteration auf OCHRE gegenüber derjenigen von Richard Hallock ist die Beibehaltung der Zeilen mit denjenigen der Tontafel. Darüber hinaus wurden die schwer lesbaren Stellen auf andere Weise interpretiert und die Notation der Determinanten aktualisiert. Das OCHRE liefert keine neue Übersetzung zur Aktualisierung.

### Aramäische Aufzeichnungen
Die aramäischen Tontafeln wurden durchmischt mit den elamischen Tontafeln aufgefunden. Darüber hinaus zeigen Form, Übereinstimmungen von Namen und Siegeln mit den elamischen Tontafeln, dass sie Teil des Festungsarchivs sind. Eine Schätzung aus dem Jahr 2008 setzt das Total zwischen 650 und 700 an. Etwa 680 Befestigungstafeln und Fragmente mit aramäischen Texten sind inzwischen identifiziert worden. Sie stammen vom 13. bis 28. Regierungsjahr von Dareios I.
Die aramäischen Tontafel weisen auf der abgeflachten linken Randfläche Löcher für nicht mehr vorhandene geknotete Schnüre aus. Alle aramäischen Texte haben Siegelabdrücke und die Texte sind mit Griffeln eingeritzt oder mit Federn oder Pinseln in Tinte geschrieben, wobei der Text nach dem Siegelaufdruck geschrieben wurde. Die größte aramäische Tontafel ist 5,1 cm lang, 4,3 cm breit und 2,2 cm dick. Die kleinste Tontafel misst 1,7 cm Länge, 1,9 cm Breite und 0,6 cm Dicke. Vom Inhalt her ähneln sie den elamischen Memoranden und enthalten Aufzeichnungen über Transporte oder Lagerung von Lebensmitteln, Quittungen von Saatgut, Proviant für Reisende und Rationen für Arbeiter. Die Aufzeichnungen sind meistens kurz und bündig. Die transportierte Ware, die Rationen oder deren Größe sind selten enthalten. Es wird deshalb vermutet, dass diese Texte zusammen mit anderen benutzt wurden.
Es existieren ungefähr 110 aramäische Notizen auf elamischen Tontafeln in Tinte geschrieben. Meistens sind es Stichwörter und wurden wohl mit der Absicht einer Kategorisierung geschrieben, um die Ablage und das Wiederfinden der Tontafeln zu erleichtern.

### Aufzeichnungen in anderen Sprachen
Persepolis wurde von einer Vielzahl von Menschen bewohnt, die verschiedene Sprachen sprachen. Davon zeugen die Tontafeln in
- griechischer Sprache, die die Menge von Wein und einen aramäischen Monat aufführt.
- altpersischer Sprache, die die Auszahlung einer trockenen Ware unter fünf Dörfern aufzeichnet.
- einem babylonischen Dialekt des Akkadischen, ein juristisches Dokument, das den Kauf eines Sklaven aufzeichnet. Es werden Parteien und Zeugen mit babylonischen Namen aufgeführt. Das Rechtsprotokoll entspricht babylonischen Konventionen.
- phrygischer Sprache, dessen Inhalt noch nicht interpretiert worden ist.
- einer unbekannten Keilschrift.

### Siegel
Etwa 87 Prozent aller Tontafeln tragen ein oder mehrere Rollsiegel oder Stempel. Über 2200 verschiedene Typen wurden bisher identifiziert. Es gibt Szenen von heroischen Kämpfen, der Jagd, der Anbetung, Tiere im Kampf, Pflanzen sowie abstrakte Darstellungen. Die Anzahl könnte sich mit dem Studium weiterer Tontafeln noch erhöhen, was die Verwaltungsarchive von Persepolis zu einer der größten Sammlungen von Bildwerken in der antiken Welt macht, die eine große Bandbreite an Stilen und Fähigkeiten der Designer und Graveure zeigen. Die intime Verbindung von Dokumenten und künstlerischem Ausdruck kann die Wissenschaft als ganzheitliches historisches Informationssystem behandeln, was in diesem Umfang außergewöhnlich ist.
Mehr als 100 der Siegel enthalten Inschriften, die eine Region, ein Büro, den Besitzer des Siegels oder dessen Vorgesetzten identifizieren. Viele der Siegel auf den elamischen Tafeln können mit den in den Archiven genannten Verwaltungsbeamten von Persepolis in Verbindung gebracht werden, wie zum Beispiel Parnâkka, der eine Stellung als hoher Würdenträger am Hof von Dareios I. innehatte.

#### Unbeschriftete Tontafeln
Etwa 5000 Tafeln und Fragmente tragen nur Abdrücke von Siegeln und enthalten keine Texte. Eine Gruppe davon ist auch auf den elamischen Tontafeln zu finden (cross-over seals). Wie die elamischen Tontafeln haben die unbeschrifteten Tontafeln eine unterschiedliche Form, die auf korrespondierende administrative Protokolle hinweisen. Es fällt auf, dass keine der unbeschrifteten Tafeln und Fragmente Siegel von hochrangigen Beamten der achämenidischen Verwaltung tragen.

## Forschungsgeschichte

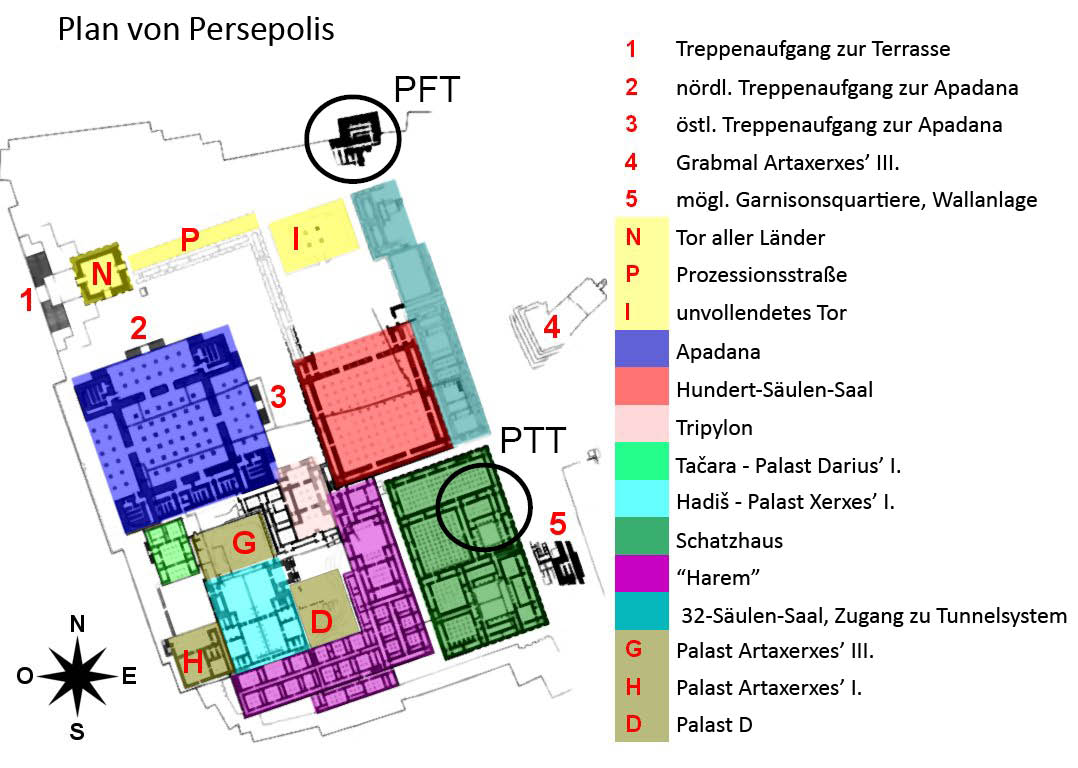
Persepolis mit dem Fundort des Festungsarchivs (PFT)

Das Festungsarchiv wurde im Frühjahr 1933 von Ernst Herzfeld im Nordosten der Terrasse in zwei Räumen der Befestigungsmauer entdeckt. Er leitete zu dieser Zeit im Auftrag des Oriental Institute der University of Chicago die Grabungen in Persepolis. Mit einem Telegramm gab er die Nachricht am 4. März 1933 an James H. Breasted weiter. Eine anonyme Besprechung sprach 1934 von „10.000 intakten Tontafeln, 10.000 teilweise intakten und 10.000 Fragmenten“. Es existieren nur wenige Informationen über den Fundort und die Größe des Fundes, da Ernst Herzfeld keine genauen Notizen hinterlassen und nie einen richtigen archäologischen Bericht veröffentlicht hat. Die Tafeln waren offenbar neben der Treppe in einer verborgenen Nische im Innern des Turms der Festungsmauer aufbewahrt worden. Kurze Zeit später entdeckte man oben auf der Treppe eine weitere Sammlung.
Die ungebrannten Tontafeln und Fragmente wurden ungereinigt mit Wachs bedeckt und in 2353 fortlaufend nummerierte Kisten eingepackt. 1937 begann die Forschungsarbeit am Institut unter der Leitung von Arno Poebel in Zusammenarbeit mit George G. Cameron, Pierre M. Purves und Richard Hallock. Bald darauf war Richard Hallock über Jahre hinweg der einzige wissenschaftliche Mitarbeiter am Projekt. 1969 erschien seine bahnbrechende Veröffentlichung der Transkription und Übersetzung von 2087 elamischen Texten. Danach bereitete er eine zweite Veröffentlichung von 2'586 Texten vor, von denen 33 Texte 1978 veröffentlicht wurden. Im Weiteren hat Richard Hallock umfangreiche Notizen, Listen, Diagramme und Interpretationen hinterlassen, die „faktisch eine analytische Neuschöpfung des gesamten Archivs“ bedeuten.

## Forschungsstand
Das derzeitige Verständnis des Festungsarchivs beruht auf 2284 veröffentlichten Dokumenten in elamischer Sprache und 2550 vielfach zitierten Texten aus Editionsentwürfen von Richard Hallock, die teils im Oriental Institute in Chicago und teils im Iranischen Nationalmuseum in Teheran aufbewahrt sind. 12 Tontafeln sind im Besitz von verschiedenen öffentlichen und privaten Sammlungen. Dazu kommen 1148 Siegel, die die bereits veröffentlichten elamischen Texten begleiten, und 2200 Siegel auf bisher unveröffentlichten Dokumenten. Im Weiteren wurden etwa 850 Täfelchen und Fragmente mit einsprachigen aramäischen Texten identifiziert, die alle Siegel tragen. Die Gruppe der unbeschrifteten (anepigraphischen) Festungsdokumente können bis zu fünf Siegel enthalten, die zum Teil auch auf den Täfelchen mit elamischen und/oder aramäischen Texten vorkommen.
Man geht heute davon aus, dass die bisher veröffentlichten elamischen Texte etwa 40 Prozent der gesamten elamischen Texte ausmachen. Als treibende Kraft hinter der Bemühungen der Wissenschaft, den Anteil der verarbeiteten Tontafeln mengenmäßig festzustellen, steht die Absicht herauszufinden, wie repräsentativ die bisherigen Veröffentlichungen für das vorgefundene Archiv als Ganzes sind. Viele Texte werden wohl gar nie aus den Fragmenten zusammengesetzt werden können. Matthew W. Stolper zum Beispiel schätzt, dass die bisher veröffentlichten Texte zwei Drittel oder sogar noch mehr der lesbaren und sinnvollen elamischen Texte des Archivs ausmachen.

## Gebräuchliche Abkürzungen
| Abkürzung | Name                                                   | Deutsche Übersetzung                                                                              | Primäre Publikationen                                 |
| --------- | ------------------------------------------------------ | ------------------------------------------------------------------------------------------------- | ----------------------------------------------------- |
| Fort      | Fortification Tablets                                  | Bezeichnung für Tontafeln des Festungsarchiv von Persepolis vor 1969                              |                                                       |
| PF        | Persepolis Fortification Tablets                       | Tontafeln des Festungsarchiv von Persepolis                                                       | Richard Hallock 1969                                  |
| PFa       | Persepolis Fortification Tablets                       | Tontafeln des Festungsarchivs von Persepolis                                                      | Richard Hallock 1978                                  |
| PFAT      | Persepolis Fortification Aramaic Tablet                | Aramäische Tontafeln des Festungsarchivs von Persepolis, bearbeitet durch Raymond A. Bowman u. a. | Annalisa Azzoni 2009                                  |
| PFATS     | Persepolis Fortification Aramaic Tablet Cylinder Seal  | Rollsiegel auf aramäischer Tontafel des Festungsarchivs von Persepolis                            | Elspeth R. M. Dusinberre 2009                         |
| PFATS nn* | Persepolis Fortification Aramaic Tablet Seal Inscribed | Beschriftetes Siegel auf aramäischer Tontafel des Festungsarchivs von Persepolis                  | Elspeth R. M. Dusinberre 2009                         |
| PFATS nns | Persepolis Fortification Aramaic Tablet Stamped Seal   | Stempelsiegel auf aramäischer Tontafel des Festungsarchivs von Persepolis                         | Elspeth R. M. Dusinberre 2009                         |
| PFS nn    | Persepolis Fortification Seal                          | Siegel auf Tontafel des Festungsarchivs von Persepolis                                            | Mark B. Garrison, Margaret Cool Root 1996, 1998, 2001 |
| PFS nn*   | Persepolis Fortification Seal                          | Siegel auf Tontafel des Festungsarchivs von Persepolis mit Inschrift                              | Mark B. Garrison, Margaret Cool Root 1996, 1998, 2001 |
| PFUT      | Persepolis Fortification Uninscribed Tablet            | Unbeschriebene Tontafel des Festungsarchivs von Persepolis                                        | Mark B. Garrison 2009, 2017                           |
| PFUTS     | Persepolis Fortification Uninscribed Tablet with Seal  | Unbeschriebene Tontafel des Festungsarchivs von Persepolis mit Siegel                             | Margaret Cool Root 1996                               |
| NN        | Unpublished Persepolis Fortification Tablet            | Unveröffentlichte Tontafel des Festungsarchivs von Persepolis, bearbeitet durch Richard Hallock   | Wouter F. M. Henkelman 2003, 2006, 2009, 2011, 2017.  |

### Sekundärquellen
- Annalisa Azzoni, Elspeth R. M. Dusinberre, Mark B. Garrison, Wouter F. M. Henkelman, Charles E. Jones, Matthew W. Stolper: Persepolis Administrative Archives. In: Ehsan Yarshater (Hrsg.): Encyclopædia Iranica. 9. Juni 2017 (englisch, iranicaonline.org [abgerufen am 3. Mai 2021] mit Literaturangaben).
- Erika Bleibtreu: Fortification Tablet. Katalognummern 128–129 in: Wilfried Seipel (Hrsg.): 7000 Jahre persische Kunst. Meisterwerke aus dem Iranischen Nationalmuseum in Teheran: Eine Ausstellung des Kunsthistorischen Museums Wien und des Iranischen Nationalmuseums in Teheran. Kunsthistorisches Museum, Wien 2001, ISBN 3-85497-018-8, S. 214–217.

### Primärquellen

#### Aktueller Stand und Entwürfe
- Online Cultural and Historical Research Environment (OCHRE) Datenbank der University of Chicago; abrufbar über https://www.uchicago.edu/

#### Tontafeln in elamischer Sprache
- Richard Hallock: Persepolis Fortification Tablets (= Oriental Institute Publications. Band 92). Chicago 1969. isac.uchicago.edu.
- Richard Hallock: Selected Fortification Texts (= Cahiers de la Délégation Archéologique Française en Iran DAFI). Paris 1978, S. 109–136. Online
- Frédéric Grillot: Une tablette achéménide inédite (= Archaeologische Mitteilungen aus Iran. Band 19). Berlin 1986 S. 149–50.
- François Vallat: Deux tablettes élamites de l’Université de Fribourg (= Journal of Near Eastern Studies. Band 53). Chicago 1994, S. 263–74.
- Wouter F. M. Henkelman: An Elamite Memorial: the šumar of Cambyses and Hystaspes. In: Wouter F. M. Henkelman, Amélie Kuhrt (Hrsg.): A Persian Perspective:  Essays in Memory of Heleen Sancisi-Weerdenburg (= Achaemenid History. Band 13). Leiden, 2003, S. 103–115.
- Wouter F. M. Henkelman: The Other Gods Who Are: Studies in Elamite-Iranian Acculturation based on the Persepolis Fortification Texts (= Achaemenid History. Band 14). Leiden 2008. (Revidierte Fassung der Dissertation 2006). S. 379, 385–415, 455–463. online
- C. E. Jones, Matthew W. Stolper: Fortification Texts Sold at the Auction of the Erlenmeyer Collection (= Achaemenid Research on Texts and Archaeology. Band 1). Paris 2006. Online
- Wouter F. M. Henkelman, C. E. Jones, Matthew Stolper: Achaemenid Elamite Administrative Tables, 2: the Qaṣr-i Abu Nasr Tablet (= Achaemenid Research on Texts and Archaeology. Band 3). Paris 2006. Online.
- Abdul Majid Arfaei: Persepolis Fortification Tablets: Fort. and Teh. Texts (= Ancient Iranian Studies. Series 5). Teheran, 2008. Besprechung
- Wouter F. M. Henkelman, Matthew Stolper: Ethnic Identity and Ethnic Labeling at Persepolis: the Case of the Skudrians. In: Pierre Briant, M. Chauveau (Hrsg.): Organisation des pouvoirs et contacts culturels dans les pays de l’empire achéménide (=Persika. Band 14). Paris 2009, S. 284–286.
- Wouter F. M. Henkelman: Parnakka’s Feast: šip in Parsa and Elam. In: J. Álvarez-Mon, M. B. Garrison (Hrsg.): Elam and Persia. Winona Lake Indiana 2011. S. 134–156.
- Wouter F. M. Henkelman: Xerxes, Atossa and the Persepolis Fortification Archive. In: Annual Report 2010: The Netherlands Institute on the Near East and The Netherlands Institute in Turkey. Leiden 2011, S. 28.
- Annalisa Azzoni, Matthew Stolper: From the Persepolis Fortification Archive Project 5: The Aramaic Epigraph ns(y)ḥ on Elamite Persepolis Fortification Documents (= Achaemenid Research on Texts and Archaeology. Band 5). Paris 2015, S. 48–82. Online
- Matthew Stolper: From the Persepolis Fortification Archive Project, 4: „His Own Death“ in Bisotun and Persepolis (= Arta 2015.002). S. 6–21. Online
- Wouter F. M. Henkelman: Anhang: Egyptians in the Persepolis Archives. In: M. Wasmuth: Ägypto-persische Herrscher- und Herrschaftspräsentation in der Achämenidenzeit (= Oriens et Occidens. Band 27). Stuttgart 2017 S. 274–298.
- Wouter F. M. Henkelman: Humban and Auramazdā: Royal Gods in a Persian Landscape. In: Wouter F. M. Henkelman, Céline Redard (Hrsg.): Persian Religion in the Achaemenid Period/La religion perse à l’époque achéménide (= Classica et Orientalia. Band 16). Wiesbaden 2017, S. 288–289, 307, 309, 320–329.
- Wouter F. M. Henkelman: Imperial Signature and Imperial Paradigm.  Achaemenid Administrative Structure and System Across and Beyond the Iranian Plateau. In: B. Jacobs, Wouter F. M. Henkelman, Matthew W. Stolper (Hrsg.): Die Verwaltung im Achämenidenreich – Imperiale Muster und Strukturen/Administration in the Achaemenid Empire – Tracing the Imperial Signature (= Classica et Orientalia. Band 17). Wiesbaden 2017, S. 187–207, 748–773.

#### Siegel auf veröffentlichten elamischen Texten
- Mark B. Garrison, Margaret Cool Root: Persepolis Seal Studies: An Introduction with Provisional Concordance of Seal Numbers and Associated Documents on Fortification Tablets 1-2087 (=Achaemenid History. Band 9 corrected edition). Leiden, 1998.
- Mark B. Garrison, Margaret Cool Root: Seals on the Persepolis Fortification Tablets I: Images of Heroic Encounter (= Oriental Institute Publications. Band 117). Chicago 2001.
- Mark B. Garrison, Margaret Cool Root: Seals on the Persepolis Fortification Tablets II: Images of Human Activity. In Planung.
- Mark B. Garrison, Margaret Cool Root: Seals on the Persepolis Fortification Tablets III: Animals, Creatures, Plants, and Geometric Devices. In Planung.

#### Siegel auf unveröffentlichten elamischen Texten
- Mark B. Garrison: The Ritual Landscape at Persepolis: Glyptic Imagery from the Persepolis Fortification and Treasury Archives. The Collège de France Lectures (= Studies in Ancient Oriental Civilization. Band 71). Chicago 2017.

#### Tontafeln in aramäischer Sprache
- Annalisa Azzoni: The Bowman MS and the Aramaic Tablets. In: Pierre Briant, Wouter F. M. Henkelman, Matthew W. Stolper (Hrsg.): L’archive des fortifications de Persépolis – état des questions et perspectives de recherches (= Persika. Band 12). Paris 2009, S. 253–274.
- Elspeth R. M. Dusinberre: Seal Impressions on the Persepolis Fortification Aramaic Tablets: Preliminary Observations. In: L’archive des fortifications de Persépolis – état des questions et perspectives de recherches (= Persika. Band 12). Paris 2009, S. 239–252.

#### Unbeschriftete Tontafeln
- Margaret Cool Root: The Persepolis Fortification Tablets: Archival Issues and the Problem of Stamps versus Cylinder Seals. In M.-F. Boussac, A. Invernizzi (Hrsg.): Archives et sceaux du monde hellénistique. Archivi e sigilli nel mondo ellenistico (= Bulletin de Correspondance Hellénique Supplément. Band 29). Athen 1996, S. 3–27.
- Mark B. Garrison: The uninscribed tablets from the Fortification archive. In: Pierre Briant, Wouter F. M. Henkelman, Matthew W. Stolper (Hrsg.): L’archive des fortifications de Persépolis – état des questions et perspectives de recherches (= Persika. Band 12). Paris 2009, S. 149–239.
- Seals with Egyptian Hieroglyphic Inscriptions at Persepolis (=ARTA 2010.002). (Zusammen mit Robert K. Ritner). Online
- Mark B. Garrison: Sealing Practice in Achaemenid Times. In: B. Jacobs, Wouter F. M. Henkelman, Matthew W. Stolper (Hrsg.): Die Verwaltung im Achämenidenreich – Imperiale Muster und Strukturen/Administration in the Achaemenid Empire – Tracing the Imperial Signature (= Classica et Orientalia. Band 17). Wiesbaden 2017, S. 517–580.

#### Eine Tontafel in griechischer Sprache
- Matthew W. Stolper, Jan Tavernier: From the Persepolis Fortification Archive Project, 1: An Old Persian Administrative Tablet from the Persepolis Fortification (= Achaemenid Research on Texts and Archaeology. Band 1). Paris 2007. Online
- Flavia Pompeo: I Greci a Persepoli, Alcune riflessioni sociolinguistiche sulle iscrizione greche nel mondo iranico. In C. Consani (Hrsg.): Contatto interlinguistico fra presente e passato. Mailand 2015, S. 149–172.

#### Eine Tontafel in altpersischer Sprache
- Matthew W. Stolper, Jan Tavernier: From the Persepolis Fortification Archive Project, 1: An Old Persian Administrative Tablet from the Persepolis Fortification (= Achaemenid Research on Texts and Archaeology. Band 1). Paris 2007. Online

#### Eine Tontafel in babylonischer Sprache
- Matthew W. Stolper: The Neo-Babylonian Text from the Persepolis Fortification (= Journal of Near Eastern Studies. Band 43) Chicago 1984, S. 299–310.

#### Eine Tontafel in phrygischer Sprache
- Claude Brixhe: Corpus des inscriptions paléo-phrygiennes, Supplement II (= Kadmos. Band 43). 2004, S. 1–130.

### Fallstudien
Unzählige Fallstudien zu den Texten auf den Tontafeln sind erschienen. Die Themenbereiche sind Frauen, Mutterrationen und Kinder, Arbeiter und Arbeitsgruppen, fremdländische Arbeiter und Arbeitsgruppen, Ethnien, Skudrier, Inder, Babylonier, Diener, Lanzenträger, Reisende und Routen, königlicher Tisch, Königsstrasse, Bewegungen am Hof, Tauschgeschäfte, Warenströme,  Produktion, Entlöhnung und Rationen, Besteuerung, Berechnungen, Schätze, Lagerhäuser, lebende Tiere, Pferde und Esel, Pflanzen, Domänen und Anwesen, Befestigungsanlagen, Briefe und mehr.